# 京都大学研究用原子炉
京都大学研究用原子炉（きょうとだいがくけんきゅうようげんしろ、英: Kyoto University Research Reactor、略称：KUR）は、京都大学が保有する研究用原子炉である。京都大学複合原子力科学研究所（大阪府泉南郡熊取町）に設置されている。
一般研究、材料照射、放射性同位元素生産、開発研究および教育訓練を目的として建設された。その後、使用目的に医療照射が追加され、中性子捕捉療法の医療照射が行われている。1964年6月25日初臨界。

## 年表
- 1964年6月 - 初臨界達成[2]。
- 1964年8月 - 定格出力1,000kWに到達[2]。
- 1968年7月 - 定格出力5,000kWに到達（定格出力上昇）[2]。
- 2006年2月 - 高濃縮ウラン燃料を用いた運転を終了。
- 2010年4月 - 低濃縮ウラン炉心が初臨界到達[2]。
- 2010年5月 - 低濃縮ウラン炉心が定格出力5,000kWに到達[2]。
- 2014年9月 - 新規制基準に係る適合性の審査の申請。
- 2016年9月 - 新規制基準適合性に係る審査に合格（設置変更の承認）[3][4]。
- 2017年8月 - 運転再開[5]。
- 2026年5月 - 運転終了予定[6]。

## 仕様
原子炉本体
- 型式: 軽水減速・軽水冷却スイミングプールタンク型熱中性子炉
- 熱出力：5,000kW
- 燃料：20%低濃縮ウラン・シリサイド (U3Si2-Al) 板状燃料[注釈 1]
- 炉心寸法: 直方体、約51cm×約51cm、高さ約61cm
- 減速材：軽水
- 冷却材：軽水
- 制御棒：ホウ素入りステンレス鋼

付属実験設備
- 重水熱中性子設備
- 黒鉛設備
- 実験孔
- 照射孔
- 圧気輸送管
- 水圧輸送管